# Слябінг
Сля́бінг (англ. slabbing — «виготовлення слябів») — потужний прокатний стан з горизонтальними і вертикальними прокатними валками, на якому сталеві зливки — масою до 45 т — обтискують на сляби. Є різновидом обтискного стана. На відміну від блюмінга і блюмінга-слябінга слябінг — вузькоспеціалізований стан. Продуктивність універсального слябінга — 3-7 млн т слябів на рік.
Перші слябінги з'явились в США на початку 20 століття як результат розвитку обтискних прокатних станів. В СРСР перший слябінг вступив в дію у 1937 на заводі «Запоріжсталь».
Значення слябінга зменшується в зв'язку з розвитком безперервного розливання сталі, при якому менші витрати металу.